# Bullatacina
La bullatacina è una sostanza organica naturale appartenente alla classe delle acetogenine, isolata da piante appartenenti alla famiglia delle annonaceae, e dotata di attività antitumorale.